# Wulihe
Wulihe (kinesiska: 五里河, 五里河镇) är en köping i Kina. Den ligger i provinsen Henan, i den centrala delen av landet, omkring 110 kilometer öster om provinshuvudstaden Zhengzhou. Antalet invånare är 57 238. Befolkningen består av 27 486 kvinnor och 29 752 män. Barn under 15 år utgör 19,0 %, vuxna 15-64 år 73 %, och äldre över 65 år 7,0 %.
Genomsnittlig årsnederbörd är 833 millimeter. Den regnigaste månaden är juli, med i genomsnitt 193 mm nederbörd, och den torraste är januari, med 4 mm nederbörd.